# طبیعت بی‌جان ۲
طبیعت بی‌جان ۲ (به انگلیسی: Still Life 2) یک بازی ویدئویی به سبک ماجراجویی است که توسط شرکت فرانسوی گیم‌کو استودیو توسعه یافته و به‌وسیلهٔ مایکرویدس در سال ۲۰۰۹ برای مایکروسافت ویندوز و مک‌اواس‌اکس منتشر شده است. این دومین قسمت در سری بازی‌های طبیعت بی‌جان و ادامهٔ طبیعت بی‌جان در سال ۲۰۰۵ است. طبیعت بی‌جان ۲ پایان نیمه کارهٔ نسخه اول را آشکار کرده و بار دیگر ویکتوریا مکفرسون، شخصیت اصلی داستان را وارد تحقیقات و بررسی‌های جدیدی می‌کند.